# 1% (アルバム)
『1%』（いちパーセント）は、藤田麻衣子の5枚目のオリジナル・アルバム。2012年7月18日にMW RECORDSから発売された。

## 概要
前作『もう一度』から約1年ぶりとなるアルバム。初回限定盤には、「1%」・「泣いても 泣いても」のMusic VideoとPSPソフト『蒼黒の楔 緋色の欠片3 明日への扉』OPムービー（テーマソング「卒業」）を収録したDVDが付属。

## 収録曲
全作詞・作曲：藤田麻衣子
1. Campfire
2. ねぇ
7thシングル。
テレビアニメ『緋色の欠片』オープニングテーマ。
3. 卒業
PSP用ゲームソフト『蒼黒の楔 緋色の欠片3 明日への扉』オープニングテーマ。
4. 1%
5. 私らしく
KUMON「先生という仕事」篇TVCMソング。
6. 1.2.3.
7. 好きになるとどうして
7thシングル「ねぇ」のカップリング。
8. 二人なら
PSPソフト『蒼黒の楔 緋色の欠片3 明日への扉』エンディングテーマ。
9. 木曜日、出会いがないだけの私
10. 泣いても 泣いても
6thシングル。TBS系音楽番組『CDTV』2011年12月度エンディングテーマ。
11. SUPERMOON
2012年2月29日にPC・携帯向けに配信されたデジタルシングル[3]。
歌詞に登場する2011年3月20日は、曲名に使われているSUPERMOONが見られた日である。
12. 花火
6thシングル。
DS用ゲームソフト『蒼黒の楔 緋色の欠片3 DS』オープニングテーマ。